# Crosses (Crosses)
Crosses (reso graficamente come †††) è il primo album in studio del gruppo musicale statunitense omonimo, pubblicato l'11 febbraio 2014 dalla Sumerian Records.

## Descrizione
L'album di debutto dei Crosses contiene 15 tracce, di cui dieci pubblicate in precedenza nei primi due EP realizzati dal gruppo e pubblicati tra il 2011 e il 2012. Tra gli altri cinque brani inediti (successivamente inseriti in EP 3) figurano The Epilogue, reso disponibile per l'ascolto a partire dal 5 ottobre sul profilo SoundCloud del gruppo, e Bitches Brew, reso disponibile per l'ascolto a partire dal 5 novembre. Di quest'ultimo brano è stato realizzato anche un video musicale, diretto da Raul Gonzo e presentato in anteprima sul sito di Rolling Stone il 25 novembre.
L'album è stato registrato presso gli Airport Studios di Los Angeles ad eccezione delle parti di batteria, tracciate presso i Glenwood Studios di Burbank, e in gran parte curato dal chitarrista Shaun Lopez, il quale ha provveduto alla produzione, all'ingegneria e al missaggio dello stesso. Il processo di missaggio si è tenuto presso i Red Bull Studios e gli Henson Recording (entrambi situati a Los Angeles), per poi venire masterizzato presso i Monster Lab Studios di Stoccolma.

## Promozione
Il primo singolo estratto dall'album è stato The Epilogue, pubblicato l'11 novembre 2013 nei principali negozi digitali di musica e seguito dal relativo video il 18 marzo 2014. Il 6 febbraio il gruppo ha reso disponibile attraverso il proprio canale YouTube un'anteprima di Nineteen Ninety Four, mentre a partire dal giorno seguente l'album è stato reso disponibile per lo streaming su Pitchfork.
Il secondo singolo è stato invece Telepathy, pubblicato digitalmente il 19 agosto 2014.

## Tracce
1. This Is a Trick – 3:06
2. Telepathy – 3:35
3. Bitches Brew – 3:28
4. Thholyghst – 4:26
5. Trophy – 3:53
6. The Epilogue – 3:55
7. Bermuda Locket – 3:42
8. Frontiers – 4:01
9. Nineteen Ninety Four – 4:17
10. Option – 4:24
11. Nineteen Eighty Seven – 3:11
12. Blk Stallion – 3:06
13. Cross – 2:52
14. Prurient – 4:06
15. Death Bell – 4:12

## Formazione
Gruppo
- Chino Moreno – voce
- Shaun Lopez – chitarra, tastiera, campionatore, programmazione
- Chuck Doom – basso, tastiera, campionatore, programmazione

Altri musicisti
- Chris Robyn – batteria
- Duff McKagan – basso aggiuntivo (traccia 1)
- Molly Carson – chiamata telefonica (traccia 8)
- Mackie Jayson – batteria e loop (traccia 9)

Produzione
- Shaun Lopez – produzione, ingegneria del suono, missaggio
- Crosses – produzione
- Eric Broyhill – mastering
- Brendan Dekora – assistenza ingegneria ai Glenwood Studios
- Eric Stenman – ingegnere al missaggio ai Red Bull Studios
- Kyle Stevens – ingegnere al missaggio agli Henson Recording

## Classifiche
| Classifica (2014)         | Posizione massima |
| ------------------------- | ----------------- |
| Australia                 | 43                |
| Stati Uniti               | 26                |
| Stati Uniti (alternative) | 4                 |
| Stati Uniti (independent) | 2                 |
| Stati Uniti (rock)        | 4                 |